# Liste der Kulturdenkmäler in Großlangenfeld
In der Liste der Kulturdenkmäler in Großlangenfeld sind alle Kulturdenkmäler der rheinland-pfälzischen Ortsgemeinde Großlangenfeld aufgeführt. Grundlage ist die Denkmalliste des Landes Rheinland-Pfalz (Stand: 27. Juni 2022).

## Einzeldenkmäler
| Bezeichnung                            | Lage                           | Baujahr         | Beschreibung                                                                             | Bild                           |
| -------------------------------------- | ------------------------------ | --------------- | ---------------------------------------------------------------------------------------- | ------------------------------ |
| Wegekreuz                              | Im Langenfeld, bei Nr. 22 Lage | 1784            | spätbarockes Schaftkreuz, Schiefer, bezeichnet 1784                                      | Fotos hochladen                |
| Wegekreuz                              | Im Langenfeld, bei Nr. 50      | 1735            | unvollständig erhaltenes Schaftkreuz, bezeichnet 1735                                    | Fotos hochladen                |
| Portal                                 | Im Luxacker, an Nr. 4 Lage     | 1751            | aufwändiges Oberlichtportal, Schiefer, bezeichnet 1751                                   | BW                             |
| Wegekreuz                              | In der Hill, bei Nr. 2 Lage    | 1735            | Schaftkreuz, 1735                                                                        | Fotos hochladen                |
| Backhaus                               | In der Hill, bei Nr. 6 Lage    | 18. Jahrhundert | Backhaus; Putzbau mit Backofenvorbau, wohl noch aus dem 18. Jahrhundert                  | Fotos hochladen                |
| Katholische Pfarrkirche St. Laurentius | Kapellenweg 8 Lage             | 16. Jahrhundert | spätgotischer Chor, wohl aus dem 16. Jahrhundert, Westturm und Schiff älter              | weitere Bilder Fotos hochladen |
| Wegekreuz                              | südöstlich des Ortes Lage      | um 1620/30      | Wegekreuz; Nischen-/Säulenkreuz, ehemals angeblich bezeichnet 1612, eventuell um 1620/30 | BW                             |